# 무적의 파이터 우뢰매
"무적의 파이터 우뢰매"는 대한민국의 서울동화프로덕션에서 제작된 SF 영화이다. 막대한 제작비와 호화출연진으로 짜여진 전통의 우뢰매이다. 우뢰매 시리즈의 마지막 작품으로 1986년 1편을 제작개봉한 이래 7년만에 이 작품을 끝으로 우뢰매 시리즈가 마무리를 하게 되었다. 주연인 심형래는 개인사정으로 불참했던 6편을 제외한 모든 우뢰매 시리즈에 출연한 기록을 가졌다.

## 스토리
돌아온 우뢰매의 속편격이자 마지막 우뢰매 시리즈. 전작 루카의 형인 칸이라는 외계 생물체가 지구에 대한 복수와 침략을 맞아 활약하는 에스퍼맨과 데일리의 이야기.

## 상영정보
- 비디오출시: 1993년 6월 8일 (VHS, 서진통상)

## 등장인물

### 주인공
- 에스퍼맨(형래): 심형래 (성우: 김환진)

데일리를 도와 지구를 지키는 히로인이다. 양 박사를 납치하다 구출하지만, 그러나 퍼퍼에게 공격을 당하지만, 칸의 의해 죽음을 당한다.
- 데일리: 유빈

에스퍼맨을 도와 지구를 지키는 히로인이다. 그러나 루카를 복수하기 위해 공격을 당한다.

### 형래 주변 인물
- 양 박사: 양종철

로켓으로 적을 공격하려는 것으로 보아 로켓제작에 연구하는 박사이다. 그러나 칸의 의해 양 박사를 납치하고 결국 구출하지만, 칸의 의해 죽음을 당한다.
- 양은희: 정은영

양 박사의 딸. 차돌과 철민 사이에서 심각관계를 이루고 있다.
- 차돌: 문혁

형래의 친구. 형래의 장난으로 인해 은희를 빼앗긴다.

### 칸 주변 인물
- 칸: 장팔

루카의 친형. 에스퍼맨과 데일리의 의해 죽음을 당한 동생의 복수와 침략을 위해 지구로 오게된다. 루카의 심복인 리젤을 부활시키고, 죽음을 당한 퍼퍼의 형제들 그리고 우주의 용병파이터 등을 이용해 지구침략을 꿈꾼다.
- 리젤

칸의 심복. 칸의 의해 세포복제로 인해 다시 부활한다. 데일리를 위기의 순간까지 몰아넣지만, 칸의 배신으로 죽음을 당한다.
- 퍼퍼

칸의 부하들. 에스퍼맨과 데일리의 의해 공격을 당하지만, 그러나 자신의 죽음을 당한다.
- 모호 파이터

2인조의 우주 파이터. 칸에게 고용되어 에스퍼맨과 데일리를 공격하지만, 결국 하나의 모호파이터는 에스퍼맨과 첫전투에서 죽음을 당한다.

### 그 외 인물
- 철민

은희의 남자친구. 형래의 장난으로 인해 차돌에게 은희를 빼앗긴다. 차돌과 격투를 벌이지만 다시 끈끈한 우정으로 마무리 짓는다.
- 선진환
- 양길영
- 정윤현
- 함철운
- 전영주
- 이인섭
- 이홍표
- 강대석

### 특별출연
- 이황근: 마루기의 분신

쌍둥별로 돌아간 마루기를 대신해 지구로 차돌을 보호하기 위해 오게 된다. 마루기에게 차돌의 모습을 전송하기도 하고, 에스퍼맨과 데일리를 도와 칸의 음모를 분쇄한다.

## 제작진
- 각본·제작·제작총지휘: 김청기
- 기획: 홍두안
- 촬영: 정순상
- 조명: 김인규
- 무술감독: 원진
- 분장: 신재호
- 특수효과: 정도안
- 음악: 강인혁
- 편집: 강명완
- 촬영보: 황철현, 이기원
- 조명보: 원명준, 김종우
- 의상: 은하의상실
- 녹음: 돌코녹음실
- 현상: 서울현상소
- 애니메이션: 조항리
- 기록: 이상숙
- 조감독: 왕석호
- 제작부장: 양근복, 방성철
- 감독: 이한열

## 장소협찬
- 어린이회관, 인천수봉공원, 주원국민학교

## 같이 보기
- 우뢰매 시리즈